# Amilcare Tonietti
Amilcare Tonietti (Rio Marina, 24 giugno 1847 – Roma, 22 marzo 1927) è stato un arcivescovo cattolico italiano.

## Biografia
Nacque a Rio Marina sull'Isola d'Elba il 24 giugno del 1847. A ventiquattro anni, nel 1871, ricevette l'ordinazione presbiterale.
Nel 1887 iniziò il suo ministero episcopale; il 25 novembre papa Leone XIII lo nominò vescovo affidandogli la sede di Massa divenuta vacante per la morte di Mons. Giovanni Battista Alessio Tommasi. Fu consacrato vescovo a Roma, nella Chiesa di Sant'Agnese in Agone, dal Cardinale Raffaele Monaco La Valletta pochi giorni dopo la sua nomina, l'8 dicembre, nella solennità dell'Immacolata Concezione di Maria.
Dopo sei anni di ministero nella diocesi apuana fu trasferito, nel 1893, alla sede di Montalcino dove per altri sei anni svolse il suo servizio episcopale finché, nel 1899, elevato alla dignità di arcivescovo ricevendo il "titolo" di Tiana, fu chiamato a collaborare al servizio diplomatico della Santa Sede. Morì a Roma all'età di 79 anni il 22 marzo 1927.

## Genealogia episcopale
La genealogia episcopale è:
- Cardinale Scipione Rebiba
- Cardinale Giulio Antonio Santori
- Cardinale Girolamo Bernerio, O.P.
- Arcivescovo Galeazzo Sanvitale
- Cardinale Ludovico Ludovisi
- Cardinale Luigi Caetani
- Cardinale Ulderico Carpegna
- Cardinale Paluzzo Paluzzi Altieri degli Albertoni
- Papa Benedetto XIII
- Papa Benedetto XIV
- Cardinale Enrico Enriquez
- Arcivescovo Manuel Quintano Bonifaz
- Cardinale Buenaventura Córdoba Espinosa de la Cerda
- Cardinale Giuseppe Maria Doria Pamphilj
- Papa Pio VIII
- Papa Pio IX
- Cardinale Raffaele Monaco La Valletta
- Arcivescovo Amilcare Tonietti